# (38724) 2000 QW129
(38724) 2000 QW129 est un astéroïde de la ceinture principale découvert en 2000.

## Description
(38724) 2000 QW129 a été découvert par John Broughton le 31 août 2000 à l'observatoire de Reedy Creek, situé dans le Queensland.

### Caractéristiques orbitales
L'orbite de cet astéroïde est caractérisée par un demi-grand axe de 2,48 ua, un périhélie de 2,19 ua, une excentricité de 0,12 et une inclinaison de 6,08° par rapport à l'écliptique. Du fait de ces caractéristiques, à savoir un demi-grand axe compris entre 2 et 3,2 ua et un périhélie supérieur à 1,666 ua, il est classé, selon la JPL Small-Body Database, comme objet de la ceinture principale.

### Caractéristiques physiques
(38724) 2000 QW129 a une magnitude absolue (H) de 15,1 et un albédo estimé à 0,201.